# Лихтенштейн, Иоганн Непомук
Иоганн Непомук Карл фон Лихтенштейн (нем. Johann Nepomuk Karl von und zu Liechtenstein, 1724—1748) — 7-й по счёту князь Лихтенштейн, сын князя Иосифа Иоганна Адама.

## Биография
Отец князя умер, когда Иоганну Непомуку исполнилось всего восемь лет. До своего совершеннолетия юный Иоганн находился под опекой своего дяди, Иосифа Венцеля, который правил княжеством до 1745 года. Иосиф Венцель постарался дать Иоганну Непомуку хорошее образование.
Он брал юного князя с собой в различные поездки, в частности Иоганн Непомук сопровождал его в Париж, куда Иосиф Венцель отправился с посольством. Он запомнился своей эксцентричностью и плохо разбирался в хозяйстве.
В 1748 году Иоганн Непомук был назначен имперским казначеем Венгрии и Богемии, но вскоре после этого умер в возрасте 24 лет, не оставив после себя наследников мужского пола.
C его смертью линия Антона Флориана угасла. Правление перешло к князю Иосифу Венцелю.